# Fagerås
Fagerås är en tätort i Frykeruds distrikt (Frykeruds socken) i Kils kommun, Värmlands län.

## Befolkningsutveckling
| Befolkningsutvecklingen i Fagerås 1965–2020 | Befolkningsutvecklingen i Fagerås 1965–2020 | Befolkningsutvecklingen i Fagerås 1965–2020 | Befolkningsutvecklingen i Fagerås 1965–2020 | Befolkningsutvecklingen i Fagerås 1965–2020 |
| ------------------------------------------- | ------------------------------------------- | ------------------------------------------- | ------------------------------------------- | ------------------------------------------- |
|                                             |                                             |                                             |                                             |                                             |
| År                                          |                                             |                                             | Folkmängd                                   | Areal (ha)                                  |
| 1965                                        | 1965                                        |                                             | 202                                         |                                             |
| 1970                                        | 1970                                        |                                             | 253                                         |                                             |
| 1975                                        | 1975                                        |                                             | 413                                         |                                             |
| 1980                                        | 1980                                        |                                             | 501                                         |                                             |
| 1990                                        | 1990                                        |                                             | 466                                         | 77                                          |
| 1995                                        | 1995                                        |                                             | 462                                         | 77                                          |
| 2000                                        | 2000                                        |                                             | 464                                         | 77                                          |
| 2005                                        | 2005                                        |                                             | 451                                         | 77                                          |
| 2010                                        | 2010                                        |                                             | 427                                         | 77                                          |
| 2015                                        | 2015                                        |                                             | 449                                         | 72                                          |
| 2020                                        | 2020                                        |                                             | 455                                         | 72                                          |
| Anm.: Ny tätort 1965                        |                                             |                                             |                                             |                                             |

## Kommunikationer
På Järnvägsgatan ligger Fagerås järnvägsstation med tåg mellan Arvika och Karlstad. Det finns också bussar som går till och från Kil/Karlstad. 

## Utbildning
Fageråsskolan som ligger i centrala Fagerås, har runt 100 elever från förskoleklass till årskurs 6. Bredvid skolan finns även en idrottshall som var byggd 2006.

## Sport
Fotbollsklubben Fagerås BK har en fotbollsplan, Lundavallen, nära Fagerås bygdegård. Föreningen har dock inte något representations-lag sedan 2016.
En barn- och ungdomssektion för Innebandy finns och den spelar i Fageråshallen